# Sărnevo, Stara Zagora
Sărnevo (în bulgară Сърнево) este un sat în comuna Radnevo, regiunea Stara Zagora,  Bulgaria. 

## Demografie
Componența etnică a satului Sărnevo
     Bulgari (82,4%)
     Romi (15,15%)
     Nicio identificare (1,46%)
     Altele (0,97%)
La recensământul din 2011, populația satului Sărnevo era de 1.438 locuitori. Din punct de vedere etnic, majoritatea locuitorilor (82,4%) erau bulgari, cu o minoritate de romi (15,15%). Pentru 1,46% din locuitori nu este cunoscută apartenența etnică.